# London After Midnight
 London After Midnight és una pel·lícula muda estatunidenca dirigida per Tod Browning, estrenada el 1927.

## Argument
A "London After Midnight" Chaney interpretava un doble paper com a inspector de Scotland Yard i com un terrorífic vampir, ambdós protagonistes dels misteriosos esdeveniments que tenen lloc en una mansió londinenca.

## Repartiment
- Lon Chaney: Professor Edward C. Burke
- Marceline Day: Lucille Balfour
- Henry B. Walthall: Sir James Hamlin
- Percy Williams: El majordom
- Conrad Nagel: Arthur Hibbs
- Polly Moran: Miss Smithson
- Edna Tichenor: Luna, la dona vampir
- Claude King: Roger Balfour
- Andy MacLennan: L'ajudant de Luna

## Al voltant de la pel·lícula
- Ostenta la trista llegenda de ser (rivalitzant amb la versió de 10 hores de"Greed", d'Erich von Stroheim) la pel·lícula de cinema més important que s'ha perdut a causa del pas del temps. En les mateixes dates en les quals es declarava irremeiablement perduda, després de descobrir els seus últims rastres en passis durant els anys seixanta, van començar a circular rumors que un col·leccionista privat guardava una còpia. Desgraciadament sembla que no era cert, i que aquesta última col·laboració de Lon Chaney (llegendària estrella de "The Phantom of the Opera"-) amb Tod Browning (director de "La parada dels monstres" -Freaks- i "Dracula")... s'ha perdut per sempre.[2]
- Aquesta pel·lícula ha estat tornada a rodar el 2002 amb l'ajuda de fotos i del guió de la pel·lícula d'origen.
- Aquest film està catalogat com a Arqueologia cinematogràfica (Les deu joies més cercades del cinema) El 1980, l'American Film Institute, publicà una llista amb les deu pel·lícules desaparegudes més buscades.